# آیتولیکو
آیتولیکو (به لاتین: Aitoliko) یک شهرک در یونان است که در Mesologgi Municipality واقع شده‌است.